# 三斑海猪鱼
三斑海猪鱼（学名：Halichoeres trimaculatus）为輻鰭魚綱鱸形目隆頭魚亞目隆头鱼科海猪鱼属的鱼类。分布于太平洋西部和中部、北至日本、台湾岛以及西沙群岛、南沙群岛等，棲息深度2-30公尺，本魚背部淡綠色至淡黃色，腹部白色，胸鰭基部有一黑色斑塊，尾柄有一黑斑，背鰭硬棘9枚；背鰭軟條11枚；臀鰭硬棘3枚；臀鰭軟條10-11枚，體長可達27公分，常栖息于礁盘内浅水区、潟湖，以無脊椎動物為食，可作為觀賞魚。该物种的模式产地在Vanikolo。

## 扩展阅读
維基物種上的相關：三斑海猪鱼